# فردریک بیانکلانی
فردریک بیانکلانی (انگلیسی: Frédéric Biancalani؛ زادهٔ ۲۱ ژوئیهٔ ۱۹۷۴) بازیکن فوتبال اهل فرانسه است.
از باشگاه‌هایی که در آن بازی کرده‌است می‌توان به باشگاه فوتبال والسال، باشگاه فوتبال نانسی، باشگاه فوتبال استاد رنس، و باشگاه فوتبال متس اشاره کرد.